# Alex Miller (cyclisme)
Pour les articles homonymes, voir Alex Miller et Miller.
Alex Miller, né le 20 novembre 2000, est un coureur cycliste namibien. Il participe à des compétitions sur route et en VTT,.

## Biographie
En 2019, il devient champion de Namibie sur route.
En juillet 2024, il est nommé porte-drapeau de la délégation de Namibie aux Jeux olympiques d'été de 2024 à Paris avec la coureuse cycliste Vera Looser.

## Palmarès sur route

### Par année
- 2017
  - 2e du championnat de Namibie du contre-la-montre juniors
  - 2e du championnat de Namibie sur route juniors
- 2018
  -  Médaillé de bronze du championnat d'Afrique du contre-la-montre par équipes juniors
- 2019
  -  Champion de Namibie sur route
  -  Champion de Namibie sur route espoirs
  -  Champion de Namibie du contre-la-montre espoirs
  - 3e de la Nedbank Cycle Classic
- 2020
  - Copper Ketle
- 2021
  -  Champion de Namibie sur route espoirs
  -  Champion de Namibie du contre-la-montre espoirs
- 2024
  -  Champion de Namibie sur route
- 2025
  -  Champion de Namibie sur route
  -  Champion de Namibie du contre-la-montre

### Classements mondiaux
| Année                                 | 2019  | 2020 | 2021 | 2022 | 2023 | 2024  |
| ------------------------------------- | ----- | ---- | ---- | ---- | ---- | ----- |
| Classement mondial                    | 1029e | nc   | 687e | nc   | nc   | 1099e |
| UCI Africa Tour                       | 53e   | nc   | 28e  | nc   | nc   | 79e   |
|                                       |       |      |      |      |      |       |
| Légende : nc = non classéSource : UCI |       |      |      |      |      |       |

## Palmarès en VTT

### Jeux olympiques
- Tokyo 2020
  - 31e du cross-country

### Coupe du monde
- Coupe du monde de cross-country marathon
  - 2024 : 10e du classement général

### Jeux du Commonwealth
- Birmingham 2022
  -  Médaillé de bronze du cross-country

### Jeux africains
- Casablanca 2019
  -  Médaillé d'argent du cross-country
  -  Médaillé de bronze du cross-country marathon

### Championnats d'Afrique
| - Bel Ombre 2017 - Médaillé de bronze du cross-country juniors - Le Caire 2018 - Champion d'Afrique de cross-country juniors - Windhoek 2019 - Médaillé d'argent du relais mixte - Médaillé de bronze du cross-country | - Windhoek 2022 - Champion d'Afrique de cross-country - Casablanca 2024 - Médaillé d'argent du cross-country - Médaillé de bronze du cross-country short track |  |

### Championnats nationaux
| - 2019 - Champion de Namibie de cross-country - Champion de Namibie de cross-country marathon - 2020 - Champion de Namibie de cross-country - Champion de Namibie de cross-country marathon - 2021 - Champion de Namibie de cross-country - Champion de Namibie de cross-country marathon - 2022 - Champion de Namibie de cross-country - Champion de Namibie de cross-country marathon | - 2023 - Champion de Namibie de cross-country - Champion de Namibie de cross-country short track - Champion de Namibie de cross-country marathon - 2024 - Champion de Namibie de cross-country - Champion de Namibie de cross-country short track - Champion de Namibie de cross-country marathon |  |